# Edesszai Máté
Edesszai Máté (örményül: Մատթէոս Ուռհայեցի [Mattheosz Urhajeci]; Edessza, 11. század második fele – Edessza vagy Keszun?, 1140-es évek) középkori örmény krónikaíró.
A Karmir Vanq-i kolostor apátjaként írta meg Krónikáját (Zsamanakagrutjun), mely egyetlen korabeli kútfő a térségben akkoriban zajló politikai és egyházi eseményekkel kapcsolatban. Munkája, amely kronologikus szerkezetű a 10. század második felétől a 12. századig tekinti át az eseményeket. Néhány kronológiai adata vitatott.
Még két fontos forrás fennmaradását kötik a nevéhez, melyeket bemásolt munkájába: az egyik I. Ióannész Tzimiszkész bizánci császár (969-976) levele III. Bagratuni Ashot (953-977) királyhoz, és az Aja Szófiában X. Kónsztantin Dukasz (1056-1067) jelenlétében lezajlott egyik diskurzust, melynek során a száműzött Bagratida uralkodó, II. Gagik (1041-1045); †1077/80) a görög és örmény egyházak közti doktrinális különbségekről beszél. A szerző feltehetően a moszuli Zengida atabég vezette Edessza elleni ostrom idején halt meg 1144-ben.